# Landschaftsdirektor
Ein Landschaftsdirektor war ein beamteter Verwaltungschef (eine Art „Regierungspräsident“ oder heute „Geschäftsführer“) einer Landschaft in Preußen, einer Verwaltungseinheit auf regionaler Ebene. Meistens nahmen Großgrundbesitzer und/oder Juristen diese Position ein, ihre Wahl musste der König bestätigen.
Die Organe einer Landschaft waren das „Landschaftskollegium“ (Kabinett), die „Landschaftsversammlung“ (Parlament) mit dem „Landschaftspräsidenten“, den „Landschaftsräten“ und den „Landschaftsabgeordneten“, die im Gegensatz zum Landschaftsdirektor ehrenamtlich tätig waren.
Der Landschaftsdirektor wurde vom Landschaftskollegium gewählt. Er hatte die Beschlüsse des Landschaftskollegiums vorzubereiten und die Beschlüsse der Landschaftsversammlung und des Landschaftskollegiums auszuführen.

## Amtsinhaber (Auswahl)
Folgende Amtsinhaber sind in Wikipedia an anderer Stelle genannt:
- Alfred von Auerswald (1797–1870), Generallandschaftsdirektor der Provinz Preußen
- Hans Jakob von Auerswald (1757–1833), Landschaftsdirektor des Marienwerder’schen Departements, später Generallandschaftspräsident von Ostpreußen
- Graf Alexander von Ballestrem di Castellengo (1806–1881), Landschaftsdirektor in Ratibor
- Johann Wilhelm Bartsch (1750–1828), Landschaftsdirektor in Gera
- Sigismund Rudolph von Berge und Herrendorf (1720–1798), Landschaftsdirektor im Fürstentum Glogau
- Heinrich Ferdinand Wilhelm von Nickisch und Roseneck (1736–1801), Landschaftsdirektor der Fürstentümer Liegnitz und Wohlau
- Moritz Karl Henning von Blanckenburg (1815–1888), Generallandschaftsdirektor von Pommern
- Friedrich Ernst von Bülow (1736–1802), Landschaftsdirektor in Lüneburg
- Friedrich Leonhard Conrad von Tschirschky und Bögendorff (1760–1810), Landschaftsdirektor von Oberschlesien
- Friedrich Graf von Burghauß (1796–1885), Landschaftsdirektor in Schlesien
- Friedrich Ferdinand Alexander Burggraf und Graf zu Dohna-Schlobitten (1771–1831), Generallandschaftsdirektor von Ostpreußen
- Heinrich Haubold von Einsiedel (1622–1675), Landschaftsdirektor des Fürstentums Altenburg
- Georg von Eisenhart-Rothe (1849–1942), Generallandschaftsdirektor von Pommern
- Josef Hentschel von Gilgenheimb (1803–1860), Landschaftsdirektor im Fürstentum Neisse
- Ernst von Hertzberg (1852–1920), Landschaftsdirektor der pommerschen Generallandschaft in Treptow an der Rega
- Walter von Hippel (1872–1936), Generallandschaftsdirektor der Provinz Ostpreußen
- Graf Hans Heinrich XVI. von Hochberg (1874–1933), Landschaftsdirektor in Oels-Militsch
- Heinrich Rüdiger von Ilgen (1654–1728), Landschaftsdirektor der Kurmark, der Neumark und Magdeburgs
- Wolfgang Kapp (1858–1922), Generallandschaftsdirektor in Ostpreußen
- Heinrich Graf von Keyserlingk (1861–1941), Generallandschaftsdirektor von Westpreußen
- Leberecht von Klitzing (1822–1899), Generallandschaftsdirektor von Westpreußen
- Bogislaw von Klitzing (1861–1942), Generallandschaftsdirektor der Provinz Posen
- Caspar Adolf Erdmann von Knobelsdorff (1756–1826), Landschaftsdirektor der Fürstentümer Glogau und Sagan
- Matthias von Köller (1797–1883), Generallandschaftsdirektor der Provinz Pommern
- Adolph von Koerber (1817–1895), Generallandschaftsdirektor von Westpreußen
- Johann August von Lindenau (1748–1817), Landschaftsdirektor des Herzogtums Sachsen-Altenburg
- Ernst Heinrich Gottlieb von Nickisch und Roseneck (1766–1832), Landschaftsdirektor der Landschaft Liegnitz-Wohlau
- Eberhard Graf von Pfeil (1839–1901), Landschaftsdirektor
- Paul von Ploetz (1839–1915), Landschaftsdirektor
- Stanislaus von Poniński (1779–1849), Generallandschaftsdirektor der Provinz Posen
- Karl von Pückler-Burghauß (1817–1899), Generallandschaftsdirektor von Schlesien
- Christian Graf zu Rantzau (1858–1939), Generallandschaftsdirektor von Schleswig-Holstein
- August von Rumohr (1851–1914), Generallandschaftsdirektor von Schleswig-Holstein
- Friedrich Rupstein (1794–1876), Landschaftsdirektor in Loccum
- Ludwig von Staudy (1834–1912), Generallandschaftsdirektor der Provinz Posen
- Wolf-Dietrich von Trotha (1884–1971), Generallandschaftsdirektor der Provinz Sachsen, Oberstleutnant d. R. a. D., Kommandeur des Deutschen Ordens Ballei Utrecht
- Wedego Graf von Wedel (1899–1945), Generallandschaftsdirektor der Provinz Brandenburg (Kur- und Neumark)
- Günther von Woyrsch (1858–1923), Landschaftsdirektor
- Friedrich-Karl von Zitzewitz (1863–1936), Landschaftsdirektor
- Marcell von Zoltowski (1812–1901), Generallandschaftsdirektor der Provinz Posen